# Stormaren-Lillträsket, Gisslingö
Stormaren-Lillträsket, Gisslingö este o arie protejată (arie specială de conservare — SAC, sit de importanță comunitară — SCI) din Suedia întinsă pe o suprafață de 45,3 ha, integral pe uscat.

## Localizare
Centrul sitului Stormaren-Lillträsket, Gisslingö este situat la coordonatele 59°46′44″N 19°10′41″E / 59.7788°N 19.1781°E.

## Înființare
Situl Stormaren-Lillträsket, Gisslingö a fost declarat sit de importanță comunitară în iunie 2001 pentru a proteja 1 specie de animale. Situl a fost protejat și ca arie specială de conservare în martie 2011.

## Biodiversitate
Situată în ecoregiunile boreală și marină baltică, aria protejată conține 3 habitate naturale: Taiga vestică, Lacuri și iazuri distrofice naturale, Mlaștini turboase de tranziție și turbării mișcătoare.
La baza desemnării sitului se află o specie protejată de  nevertebrate: Vertigo geyeri.